# Steine der Erinnerung St. Pölten
Die Steine der Erinnerung St. Pölten erinnern an die an Opfer des Nationalsozialismus in der Landeshauptstadt St. Pölten und in der Stadtgemeinde Wilhelmsburg.
Mit Stand November 2020 sind 1.045 Personen im Umfeld der IKG St. Pölten namentlich bekannt, die zwischen 1938 und 1945 auf Grund der „Nürnberger Rassengesetze“ verfolgt wurden. 577 Personen davon lebten im März 1938 auf dem Gebiet der IKG St. Pölten, von diesen wurden 321 in der Shoah ermordet, 214 konnten entkommen, bei 42 weiteren ist das Schicksal unbekannt. Für 168 weitere Personen kann zum derzeitigen Stand nicht zweifelsfrei festgestellt werden, ob sie im März 1938 vor Ort waren. Von diesen wurden 50 Menschen ermordet, 58 konnten entkommen. Von den übrigen 60 Personen ist das Schicksal ungewiss. Weitere 301 Menschen, überwiegend Kinder von St. Pöltner Jüdinnen und Juden, lebten während des „Anschlusses“ nicht mehr in St. Pölten, scheinen aber auf Grund der familiären Bindung im Memorbuch auf. 135 von ihnen wurden Opfer der Verfolgung, 134 konnten entkommen und von 32 Personen fehlen weitere Informationen.
Als Zeichen des individuellen Gedenkens und anlässlich seines 30-jährigen Bestehens begann das Institut für jüdische Geschichte Österreichs (Injoest) im Jahr 2018, in Kooperation mit der Stadt St. Pölten für diese Menschen Steine der Erinnerung zu setzen. Die 18 × 18 cm großen Messingplatten mit Namen, bei Frauen Geburtsname, Geburtsdatum, Datum der Deportation und wo eruierbar Todesdatum werden im Gehsteig vor der letzten freiwilligen Wohnadresse eingelassen.
Die Steinsetzungen werden jährlich fortgesetzt, Ziel sind Steine der Erinnerung an allen etwa 80 St. Pöltner Adressen und weitere in allen Wohnorten des Einzugsgebiets der früheren Kultusgemeinde. Mittlerweile (Stand Oktober 2023) sind in St. Pölten 63 Steine für 119 Personen an 49 Adressen und in Wilhelmsburg sieben Steine an drei Adressen für 15 Personen gesetzt. Außerdem wurde zum Andenken an den Architekten der Synagoge St. Pölten Theodor Schreier und dessen Frau Anna, eine Gedenktafel bei der Synagoge angebracht.

## Steine und Personen

### St. Pölten
| Bild                                   | Name | Standort                       | Verlegedatum  | Leben |
| -------------------------------------- | --- | ------------------------------ | ------------- | --- |
|                                        | Jakob Winterstein | Franziskanergasse 3 ·          | 4. Okt. 2018  | Jakob und Stefanie wurden nach Wien zwangsumgesiedelt und später nach Lodz deportiert |
| Stefanie Winterstein geb. Vogel        | | Franziskanergasse 3 ·          | 4. Okt. 2018  | Jakob und Stefanie wurden nach Wien zwangsumgesiedelt und später nach Lodz deportiert |
|                                        | Rudolf Kohn | Fuhrmannsgasse 15 ·            | 4. Okt. 2018  | Rudolf und Emma Kohn wurden nach Opole deportiert. Sie wurden im Holocaust ermordet |
| Emma Kohn geb. Gutfreund               | | Fuhrmannsgasse 15 ·            | 4. Okt. 2018  | Rudolf und Emma Kohn wurden nach Opole deportiert. Sie wurden im Holocaust ermordet |
|                                        | Sigmund Stern | Josefstraße 67 ·               | 4. Okt. 2018  | Nach der Zwangsumsiedelung nach Wien wurden Sigmund und Berta Stern nach Opole deportiert. Sie wurden im Holocaust ermordet                                                                           |
| Berta Stern geb. Kohn                  | | Josefstraße 67 ·               | 4. Okt. 2018  | Nach der Zwangsumsiedelung nach Wien wurden Sigmund und Berta Stern nach Opole deportiert. Sie wurden im Holocaust ermordet                                                                           |
|                                        | Heinrich Gelb | Kremsergasse 9 ·               | 4. Okt. 2018  | Nach der Zwangsumsiedelung nach Wien wurden Heinrich und Hermine Gelb nach Opole deportiert. Sie wurden im Holocaust ermordet                                                                         |
| Hermine Gelb geb. Löbl                 | | Kremsergasse 9 ·               | 4. Okt. 2018  | Nach der Zwangsumsiedelung nach Wien wurden Heinrich und Hermine Gelb nach Opole deportiert. Sie wurden im Holocaust ermordet                                                                         |
|                                        | Johanna Morgenstern geb. Fischl | Kremsergasse 17 ·              | 4. Okt. 2018  | Nach der Zwangsumsiedelung nach Wien wurde Johanna Fischl zuerst nach Theresienstadt und später nach Treblinka deportiert. Sie wurde im Holocaust ermordet                                            |
|                                        | Daniel Kerpen | Lederergasse 8 ·               | 4. Okt. 2018  | Nach der Zwangsumsiedelung nach Wien wurde Daniel Kerpen nach Riga deportiert. Er wurde im Holocaust ermordet                                                                                         |
| Josefine Kerpen                        | Josefine, Daniels Tochter, wurde nach der Zwangsumsiedelung nach Wien nach Maly Trostinec deportiert. Sie wurde im Holocaust ermordet | Lederergasse 8 ·               | 4. Okt. 2018  | |
| Adolf Weinstein                        | Adolf Weinstein wurden nach der Zwangsumsiedelung nach Wien nach Maly Trostinec deportiert. Er wurde im Holocaust ermordet            | Lederergasse 8 ·               | 4. Okt. 2018  | |
|                                        | Benedikt Süss | Lederergasse 8 ·               | 4. Okt. 2018  | Nach Zwangsumsiedlungen in St. Pölten und Wien wurde Benedikt und Aurelia Aranka Süss nach Opole deportiert. Sie wurden im Holocaust ermordet                                                         |
| Aurelia Aranka Süss geb. Weiss         | | Lederergasse 8 ·               | 4. Okt. 2018  | Nach Zwangsumsiedlungen in St. Pölten und Wien wurde Benedikt und Aurelia Aranka Süss nach Opole deportiert. Sie wurden im Holocaust ermordet                                                         |
| Wilhelm Weiß                           | Nach mehreren Zwangsumsiedelungen in Wien wurde Wilhelm und Franziska Weiß nach Opole deportiert. Sie wurden im Holocaust ermordet    | Lederergasse 8 ·               | 4. Okt. 2018  | |
| Franziska Weiß geb. Gelb               | Nach mehreren Zwangsumsiedelungen in Wien wurde Wilhelm und Franziska Weiß nach Opole deportiert. Sie wurden im Holocaust ermordet    | Lederergasse 8 ·               | 4. Okt. 2018  | |
|                                        | Hugo Weiß | Lederergasse 8 ·               | 4. Okt. 2018  | Nach einer Inhaftierung in Dachau erfolgte eine Zwangsumsiedelung nach Wien und die Deportation nach Nisko am San. Hugo und Walter Weiß wurden im Holocaust ermordet                                  |
| Walter Weiß                            | | Lederergasse 8 ·               | 4. Okt. 2018  | Nach einer Inhaftierung in Dachau erfolgte eine Zwangsumsiedelung nach Wien und die Deportation nach Nisko am San. Hugo und Walter Weiß wurden im Holocaust ermordet                                  |
|                                        | Hermann Löw | Rathausgasse 8 ·               | 4. Okt. 2018  | Nach zwei Zwangsumsiedlung in Wien wurden Hermann und Irma Löw nach Maly Trostinec deportiert. Sie wurden im Holocaust ermordet                                                                       |
| Irma Löw geb. Tichler                  | | Rathausgasse 8 ·               | 4. Okt. 2018  | Nach zwei Zwangsumsiedlung in Wien wurden Hermann und Irma Löw nach Maly Trostinec deportiert. Sie wurden im Holocaust ermordet                                                                       |
|                                        | Barbara (Betty) Frischmann geb. Lederer                                                                                               | Rathausplatz 13 ·              | 4. Okt. 2018  | Nach der Zwangsumsiedelung nach Wien wurden Barbara, Geza und Ella Frischmann nach Riga deportiert. Sie wurden im Holocaust ermordet                                                                  |
| Geza Frischmann                        | | Rathausplatz 13 ·              | 4. Okt. 2018  | Nach der Zwangsumsiedelung nach Wien wurden Barbara, Geza und Ella Frischmann nach Riga deportiert. Sie wurden im Holocaust ermordet                                                                  |
| Ella Frischmann geb. Lederer           | | Rathausplatz 13 ·              | 4. Okt. 2018  | Nach der Zwangsumsiedelung nach Wien wurden Barbara, Geza und Ella Frischmann nach Riga deportiert. Sie wurden im Holocaust ermordet                                                                  |
|                                        | Elfriede (Elfi) Frischmann | Rathausplatz 13 ·              | 4. Okt. 2018  | Die Geschwister wurden nach Riga deportiert. Sie wurden im Holocaust ermordet |
| Charlotte Frischmann                   | | Rathausplatz 13 ·              | 4. Okt. 2018  | Die Geschwister wurden nach Riga deportiert. Sie wurden im Holocaust ermordet |
| Moritz Frischmann                      | | Rathausplatz 13 ·              |               | Die Geschwister wurden nach Riga deportiert. Sie wurden im Holocaust ermordet |
|                                        | Julius Frischmann | Rathausplatz 13 ·              | 4. Okt. 2018  | Nach der Zwangsumsiedlung in Wien wurden Julius und Hildegard Frischmann nach Riga deportiert. Hildegards wurde später nach Stutthof überstellt. Beide wurden im Holocaust ermordet                   |
| Hildegard Frischmann geb. Lederer      | | Rathausplatz 13 ·              | 4. Okt. 2018  | Nach der Zwangsumsiedlung in Wien wurden Julius und Hildegard Frischmann nach Riga deportiert. Hildegards wurde später nach Stutthof überstellt. Beide wurden im Holocaust ermordet                   |
|                                        | Josefine Tachau geb. Kolb | Bachgasse 29 ·                 | 3. Okt. 2019  | Nach der Zwangsumsiedlung nach Wien wurden Josefine Tachau und ihre drei Töchter Edith, Lizzi und Eveline Kolb nach Opole deportiert. Sie wurden im Holocaust ermordet                                |
| Edith Kolb                             | | Bachgasse 29 ·                 | 3. Okt. 2019  | Nach der Zwangsumsiedlung nach Wien wurden Josefine Tachau und ihre drei Töchter Edith, Lizzi und Eveline Kolb nach Opole deportiert. Sie wurden im Holocaust ermordet                                |
| Lizzi Kolb                             | | Bachgasse 29 ·                 | 3. Okt. 2019  | Nach der Zwangsumsiedlung nach Wien wurden Josefine Tachau und ihre drei Töchter Edith, Lizzi und Eveline Kolb nach Opole deportiert. Sie wurden im Holocaust ermordet                                |
| Eveline Kolb                           | | Bachgasse 29 ·                 | 3. Okt. 2019  | Nach der Zwangsumsiedlung nach Wien wurden Josefine Tachau und ihre drei Töchter Edith, Lizzi und Eveline Kolb nach Opole deportiert. Sie wurden im Holocaust ermordet                                |
|                                        | Emil Reiß | Brunngasse 6 ·                 | 3. Okt. 2019  | Emil Reiß wurde in der psychiatrischen Abteilung der Landes „Heil- und Pflegeanstalt“ Mauer-Öhling ermordet                                                                                           |
| Paul Reiss                             | Paul Reiß floh nach Frankreich, wurde dort inhaftiert, von Drancy nach Auschwitz deportiert und dort ermordet                         | Brunngasse 6 ·                 | 3. Okt. 2019  | |
|                                        | Adolf Aron Schächter | Fuhrmannsgasse 18 ·            | 3. Okt. 2019  | Verstarb nach der Zwangsumsiedelung nach Wien |
| Rosa Schächter geb. Aron               | Rosa Schächter wurde nach der Zwangsumsiedelung nach Wien nach Theresienstadt deportiert. Sie wurden im Holocaust ermordet            | Fuhrmannsgasse 18 ·            | 3. Okt. 2019  | |
|                                        | Josef Rosenstingl | Herzogenburger Straße 31 ·     | 3. Okt. 2019  | Nach der Zwangsumsiedelung nach Wien und einer gescheiterten Flucht nach Italien wurde Josef Rosenstingl nach Riga deportiert. Er wurde im Holocaust ermordet                                         |
|                                        | Katharina Gelb | Kerensstraße 14 ·              | 3. Okt. 2019  | Katharina Gelb wurde nach Wien zwangsumgesiedelt und nach Theresienstadt deportiert. Sie wurde im Holocaust ermordet                                                                                  |
| Amalia Gelb                            | Amalia Gelb wurde nach Wien zwangsumgesiedelt und nach Maly Trostinec deportiert. Sie wurde im Holocaust ermordet                     | Kerensstraße 14 ·              | 3. Okt. 2019  | |
|                                        | Paula Briefwechsler geb. Blumenthal                                                                                                   | Kremser Landstraße 57 ·        | 3. Okt. 2019  | Paula und Walter Briefwechsler wurden von Frankfurt/Main nach Sobibor deportiert. Sie wurden im Holocaust ermordet                                                                                    |
| Walter Briefwechsler                   | | Kremser Landstraße 57 ·        | 3. Okt. 2019  | Paula und Walter Briefwechsler wurden von Frankfurt/Main nach Sobibor deportiert. Sie wurden im Holocaust ermordet                                                                                    |
|                                        | Samuel Eltbogen | Kremser Landstraße 61 ·        | 4. Okt. 2018  | Die Familie floh nach Frankreich, wurde dort inhaftiert und nach Auschwitz deportiert. Sie wurden im Holocaust ermordet                                                                               |
| Josefine Eltbogen geb. Kohn            | | Kremser Landstraße 61 ·        | 4. Okt. 2018  | Die Familie floh nach Frankreich, wurde dort inhaftiert und nach Auschwitz deportiert. Sie wurden im Holocaust ermordet                                                                               |
| Hilda Eltbogen                         | | Kremser Landstraße 61 ·        | 4. Okt. 2018  | Die Familie floh nach Frankreich, wurde dort inhaftiert und nach Auschwitz deportiert. Sie wurden im Holocaust ermordet                                                                               |
|                                        | Rudolf Tintner | Mühlweg 20 ·                   | 3. Okt. 2019  | Nach dem Umzug nach Wien wurde Rudolf Tintner nach Theresienstadt deportiert. Er wurde im Holocaust ermordet                                                                                          |
|                                        | Edmund Ariel Hahn | Mühlweg 78 ·                   | 3. Okt. 2019  | Edmund Ariel und Jella Yehudith Hahn wurden nach Maly Trostinec deportiert. Sie wurden im Holocaust ermordet                                                                                          |
| Jella Yehudith Hahn geb. Kerpen        | | Mühlweg 78 ·                   | 3. Okt. 2019  | Edmund Ariel und Jella Yehudith Hahn wurden nach Maly Trostinec deportiert. Sie wurden im Holocaust ermordet                                                                                          |
|                                        | Elisabeth Lang geb. Hirschler | Rathausgasse 1 ·               | 3. Okt. 2019  | Elisabeth und Lucy Herta Lang wurden nach Theresienstadt deportiert und zwei Jahre später nach Auschwitz überstellt. Sie wurden im Holocaust ermordet                                                 |
| Lucy Herta Lang                        | | Rathausgasse 1 ·               | 3. Okt. 2019  | Elisabeth und Lucy Herta Lang wurden nach Theresienstadt deportiert und zwei Jahre später nach Auschwitz überstellt. Sie wurden im Holocaust ermordet                                                 |
|                                        | Juliane (Julie) Steiner geb. Bachrach                                                                                                 | Rathausgasse 1 ·               | 3. Okt. 2019  | Juliane (Julie) Steiner wurde nach dem Umzug nach Wien nach Opole deportiert. Sie wurde im Holocaust ermordet                                                                                         |
| Leopold Gelb                           | Leopold Gelb wurde nach Wien zwangsumgesiedelt und nach Lodz deportiert. Er wurde im Holocaust ermordet                               | Rathausgasse 1 ·               | 3. Okt. 2019  | |
|                                        | Heinrich Schwager | Brunngasse 1 ·                 | 1. Okt. 2020  | Heinrich und Sidonie Schwager wurden nach Wien zwangsumgesiedelt und später nach Wlodawa deportiert                                                                                                   |
| Sidonie Schwager geb. Werner           | | Brunngasse 1 ·                 | 1. Okt. 2020  | Heinrich und Sidonie Schwager wurden nach Wien zwangsumgesiedelt und später nach Wlodawa deportiert                                                                                                   |
|                                        | Samuel Hacker | Gabelsbergerstraße 3 ·         | 1. Okt. 2020  | Samuel und Mathilde Hacker wurden nach Wien zwangsumgesiedelt und später nach Theresienstadt deportiert. Samuel wurde dort ermordet. Marthilde wurde nach Auschwitz überstellt und ebenfalls ermordet |
| Mathilde Hacker geb. Kohut             | | Gabelsbergerstraße 3 ·         | 1. Okt. 2020  | Samuel und Mathilde Hacker wurden nach Wien zwangsumgesiedelt und später nach Theresienstadt deportiert. Samuel wurde dort ermordet. Marthilde wurde nach Auschwitz überstellt und ebenfalls ermordet |
|                                        | Adolf Berger | Handel Mazzetti-Straße 75 ·    | 1. Okt. 2020  | Adolf und Berta Berger flohen über Kroatien nach Italien, wo sie inhaftiert, nach Auschwitz deportiert und ermordet wurden                                                                            |
| Berta Berger geb. Brosan               | | Handel Mazzetti-Straße 75 ·    | 1. Okt. 2020  | Adolf und Berta Berger flohen über Kroatien nach Italien, wo sie inhaftiert, nach Auschwitz deportiert und ermordet wurden                                                                            |
|                                        | Hugo Deutsch | Kalcherstraße 2 ·              | 1. Okt. 2020  | Nach der Zwangsumsiedelung nach Wien wurde Dr. Hugo Deutsch nach Theresienstadt deportiert und dort ermordet.                                                                                         |
|                                        | Wilhelmine Wallisch | Linzerstraße 27 ·              | 1. Okt. 2020  | Wilhelmine Wallisch wurde nach Izbica deportiert, Leo Kohn nach Majdanek. Beide wurden in der Shoah ermordet.                                                                                         |
| Leo Kohn                               | | Linzerstraße 27 ·              | 1. Okt. 2020  | Wilhelmine Wallisch wurde nach Izbica deportiert, Leo Kohn nach Majdanek. Beide wurden in der Shoah ermordet.                                                                                         |
|                                        | Ida Weinsaft geb. Allina | Rathausgasse 8 ·               | 1. Okt. 2020  | Ida Weinsaft und Natalie Allina wurden nach Wien zwangsumgesiedelt, nach Theresienstadt deportiert und dort ermordet.                                                                                 |
| Natalie Allina                         | | Rathausgasse 8 ·               | 1. Okt. 2020  | Ida Weinsaft und Natalie Allina wurden nach Wien zwangsumgesiedelt, nach Theresienstadt deportiert und dort ermordet.                                                                                 |
|                                        | Rosa Bondy | Rathausplatz 8 ·               | 1. Okt. 2020  | Die drei Bondy Schwestern wurden nach Maly Trostinec deportiert und bei ihrer Ankunft erschossen. |
| Margarita Bondy                        | | Rathausplatz 8 ·               | 1. Okt. 2020  | Die drei Bondy Schwestern wurden nach Maly Trostinec deportiert und bei ihrer Ankunft erschossen. |
| Marcella Bondy                         | | Rathausplatz 8 ·               | 1. Okt. 2020  | Die drei Bondy Schwestern wurden nach Maly Trostinec deportiert und bei ihrer Ankunft erschossen. |
|                                        | Franz Alois Bondy | Rennbahnstraße 24 ·            | 1. Okt. 2020  | Die beiden Brüder Franz Alois und Friedrich Wilhelm Bondy wurden nach Wien zwangsumgesiedelt, nach Maly Trostinec deportiert und bei ihrer Ankunft erschossen.                                        |
| Friedrich Wilhelm Bondy                | | Rennbahnstraße 24 ·            | 1. Okt. 2020  | Die beiden Brüder Franz Alois und Friedrich Wilhelm Bondy wurden nach Wien zwangsumgesiedelt, nach Maly Trostinec deportiert und bei ihrer Ankunft erschossen.                                        |
|                                        | Frieda Elisabeth Bondy | Rennbahnstraße 24 ·            | 1. Okt. 2020  | Frieda Elisabeth Bondy wurde nach Theresienstadt deportiert und dort ermordet. |
|                                        | Hermann Hersch Gewing | Domgasse 7 ·                   | 8. Okt. 2021  | Das Ehepaar Gewing wurde auf der Flucht in Mailand verhaftet, nach Jasenovac deportiert und dort ermordet.                                                                                            |
| Karoline Kreindl Gewing (geb. Willner) | | Domgasse 7 ·                   | 8. Okt. 2021  | Das Ehepaar Gewing wurde auf der Flucht in Mailand verhaftet, nach Jasenovac deportiert und dort ermordet.                                                                                            |
|                                        | Sabina Allina | Kremsergasse 5 ·               | 8. Okt. 2021  | Sabina Allina wurde am 13. August 1942 nach Theresienstadt deportiert und dort ermordet. |
|                                        | Dr. Julius Berdach | Kremsergasse 26 ·              | 8. Okt. 2021  | Das Ehepaar Berdach wurde am 14. Juli 1942 nach Theresienstadt deportiert. Olga Berdach wurde am 15. November 1942 ermordet, ihr Mann Julius am 16. März 1943.                                        |
| Olga Berdach (geb. Reiner)             | | Kremsergasse 26 ·              | 8. Okt. 2021  | Das Ehepaar Berdach wurde am 14. Juli 1942 nach Theresienstadt deportiert. Olga Berdach wurde am 15. November 1942 ermordet, ihr Mann Julius am 16. März 1943.                                        |
|                                        | Michaela Ellyson (geb. Berdach) | Kremsergasse 26 ·              | 8. Okt. 2021  | Mutter und Tochter Ellyson wurden am 17. Juli 1942 nach Auschwitz deportiert und ermordet. |
| Agnes Daisy Ellyson                    | | Kremsergasse 26 ·              | 8. Okt. 2021  | Mutter und Tochter Ellyson wurden am 17. Juli 1942 nach Auschwitz deportiert und ermordet. |
|                                        | Hans Kerpen | Lederergasse 8 ·               | 8. Okt. 2021  | Hans Kerpen floh nach Frankreich, wurde aber gefasst und am 11. September 1942 vom Durchgangslager Drancy nach Auschwitz deportiert und ermordet.                                                     |
|                                        | Joachim Chaim Willner | Schulgasse 2 ·                 | 8. Okt. 2021  | Das Ehepaar Willner versuchte im Kladovo-Transport zu entkommen. Sie werden am 12. Oktober 1941 in Zasavica bei Sabac ermordet.                                                                       |
| Ella Rachel Willner (geb. Deutscher)   | | Schulgasse 2 ·                 | 8. Okt. 2021  | Das Ehepaar Willner versuchte im Kladovo-Transport zu entkommen. Sie werden am 12. Oktober 1941 in Zasavica bei Sabac ermordet.                                                                       |
|                                        | Robert Baruch | Wienerstraße 42 ·              | 8. Okt. 2021  | Robert Baruch floh nach Frankreich, wurde aber gefasst und am 28. August 1942 vom Durchgangslager Drancy nach Auschwitz deportiert und ermordet.                                                      |
|                                        | Sigmund Tieger | Domgasse 7 ·                   | 3. Juni 2022  | Sigmund Tieger und seine Tochter Herta wurden nach Opole verschleppt und dort ermordet. |
| Herta Tieger                           | | Domgasse 7 ·                   | 3. Juni 2022  | Sigmund Tieger und seine Tochter Herta wurden nach Opole verschleppt und dort ermordet. |
|                                        | Laura Krausz | Dr. Karl Renner-Promenade 41 · | 3. Juni 2022  | Laura Krausz wurde nach Izbica deportiert und dort ermordet. |
|                                        | Jakob Scheuer | Dr. Karl Renner-Promenade 41 · | 3. Juni 2022  | Jakob wurde nach Riga verschleppt, Siegfried nach Modliborzyce. Die beiden Brüder wurden in der Shoah ermordet.                                                                                       |
| Siegfried Scheuer                      | | Dr. Karl Renner-Promenade 41 · | 3. Juni 2022  | Jakob wurde nach Riga verschleppt, Siegfried nach Modliborzyce. Die beiden Brüder wurden in der Shoah ermordet.                                                                                       |
|                                        | Karl Frank | Johannesplatz 8–10, Viehofen · | 3. Juni 2022  | Karl und seine Tochter Margarete wurden nach Theresienstadt deportiert. Karl verstarb dort, Margarete wurde weiter nach Auschwitz überstellt und dort ebenfalls ermordet.                             |
| Margarete Frank                        | | Johannesplatz 8–10, Viehofen · | 3. Juni 2022  | Karl und seine Tochter Margarete wurden nach Theresienstadt deportiert. Karl verstarb dort, Margarete wurde weiter nach Auschwitz überstellt und dort ebenfalls ermordet.                             |
|                                        | Camilla Briefwechsler | Johannesplatz 8–10, Viehofen · | 3. Juni 2022  | Camilla Briefwechsler floh nach Frankreich, wurde dort verhaftet und nach Auschwitz deportiert und ermordet.                                                                                          |
|                                        | Maximilian Herlinger | Lederergasse 10 ·              | 3. Juni 2022  | Maximilian wurden nach Theresienstadt deportiert und in Treblinka ermordet. Ludwig floh nach Frankreich wurde dort verhaftet und in Auschwitz ermordet.                                               |
| Ludwig Herlinger                       | | Lederergasse 10 ·              | 3. Juni 2022  | Maximilian wurden nach Theresienstadt deportiert und in Treblinka ermordet. Ludwig floh nach Frankreich wurde dort verhaftet und in Auschwitz ermordet.                                               |
|                                        | Berta Herlinger | Lederergasse 10 ·              | 3. Juni 2022  | Berta und Lilly flohen mit Ludwig Herlinger nach Frankreich, wurden verhaftet und in Auschwitz ermordet.                                                                                              |
| Lilly Herlinger                        | | Lederergasse 10 ·              | 3. Juni 2022  | Berta und Lilly flohen mit Ludwig Herlinger nach Frankreich, wurden verhaftet und in Auschwitz ermordet.                                                                                              |
|                                        | Isidor Reiss | Linzerstraße 13 ·              | 3. Juni 2022  | Isidor und Irma Reiss wurden nach Wlodawa deportiert und ermordet. |
| Irma Reiss                             | | Linzerstraße 13 ·              | 3. Juni 2022  | Isidor und Irma Reiss wurden nach Wlodawa deportiert und ermordet. |
|                                        | Moritz Rosenstingl | Neugebäudeplatz 9 ·            | 3. Juni 2022  | Moritz Rosenstingl verstarb verarmt am 15. August 1938 in St. Pölten, seine Frau Cäcilia wurde nach Theresienstadt deportiert und ermordet.                                                           |
| Cäcilia Rosenstingl                    | | Neugebäudeplatz 9 ·            | 3. Juni 2022  | Moritz Rosenstingl verstarb verarmt am 15. August 1938 in St. Pölten, seine Frau Cäcilia wurde nach Theresienstadt deportiert und ermordet.                                                           |
|                                        | Mortko Schmatnik | Neugebäudeplatz 9 ·            | 3. Juni 2022  | Mortko und Ernestine Schmatnik wurden nach Opole deportiert und dort ermordet. |
| Ernestine Schmatnik                    | | Neugebäudeplatz 9 ·            | 3. Juni 2022  | Mortko und Ernestine Schmatnik wurden nach Opole deportiert und dort ermordet. |
|                                        | Erich Singer | Schneckgasse 6 ·               | 3. Juni 2022  | Charlotte Kohn wurde nach Izbica deportiert und ermordet. Erich Singer entkam, verstarb aber als britischer Transport bei einem Bombentreffer an Bord der S.S. Erinpura                               |
| Charlotte Kohn                         | | Schneckgasse 6 ·               | 3. Juni 2022  | Charlotte Kohn wurde nach Izbica deportiert und ermordet. Erich Singer entkam, verstarb aber als britischer Transport bei einem Bombentreffer an Bord der S.S. Erinpura                               |
|                                        | Rosa Singer | Schneckgasse 6 ·               | 3. Juni 2022  | Rosa und Eva Singer wurden nach Maly Trostinec deportiert und bei ihrer Ankunft erschossen. |
| Eva Singer                             | | Schneckgasse 6 ·               | 3. Juni 2022  | Rosa und Eva Singer wurden nach Maly Trostinec deportiert und bei ihrer Ankunft erschossen. |
|                                        | Anna Tieger | Schneckgasse 11 ·              | 3. Juni 2022  | Anna Tieger wurde nach Izbica deportiert und dort ermordet. |
|                                        | Karl Reiss | Schneckgasse 13 ·              | 3. Juni 2022  | Karl und Ida Reiss wurden nach Riga deportiert und dort ermordet. |
| Ida Reiss                              | | Schneckgasse 13 ·              | 3. Juni 2022  | Karl und Ida Reiss wurden nach Riga deportiert und dort ermordet. |
|                                        | Adolf Fürnberg | Dr. Julius Raab-Promenade 14 · | 28. Sep. 2023 | Sie wurden am 23.09.1942 nach Theresienstadt deportiert. Beide wurden in der Shoah ermordet |
| Henriette Fürnberg                     | | Dr. Julius Raab-Promenade 14 · | 28. Sep. 2023 | Sie wurden am 23.09.1942 nach Theresienstadt deportiert. Beide wurden in der Shoah ermordet |
|                                        | Anton Penizek | Franziskanergasse 12 ·         | 28. Sep. 2023 | Anton Penizek wurde nach Opole deportiert und dort ermordet. |
|                                        | Dr. Paul Kohner | Heidenheimerstraße 21 ·        | 28. Sep. 2023 | Dr. Paul Kohner wurde nach Izbica deportiert und dort ermordet. |
|                                        | Ludwig Wulkan | Herrengasse 1 ·                | 28. Sep. 2023 | Sie wurden nach Kielce deportiert. Beide wurden in der Shoah ermordet |
| Auguste Wulkan                         | | Herrengasse 1 ·                | 28. Sep. 2023 | Sie wurden nach Kielce deportiert. Beide wurden in der Shoah ermordet |
|                                        | Julius Körner | Herrengasse 1 ·                | 28. Sep. 2023 | Sie wurden nach Kielce deportiert. Beide wurden in der Shoah ermordet |
| Adelheid Körner                        | | Herrengasse 1 ·                | 28. Sep. 2023 | Sie wurden nach Kielce deportiert. Beide wurden in der Shoah ermordet |
|                                        | Klara Körner | Herrengasse 3 ·                | 28. Sep. 2023 | Sie wurden nach Maly Trostinec deportiert. Beide wurden in der Shoah ermordet |
| Augustine Körner                       | | Herrengasse 3 ·                | 28. Sep. 2023 | Sie wurden nach Maly Trostinec deportiert. Beide wurden in der Shoah ermordet |
|                                        | Berthold Briefwechsler | Klostergasse 29 ·              | 28. Sep. 2023 | Berthold Briefwechsler wurde nach Auschwitz deportiert und dort ermordet. |
|                                        | Dr. Viktor Neurath | Kremser Gasse 26 ·             | 28. Sep. 2023 | Dr. Viktor Neurath wurde nach Kowno deportiert und dort ermordet. |
|                                        | Wilhelm Back | Maria Theresia-Straße 14 ·     | 28. Sep. 2023 | Sie wurden beide in der Shoah ermordet |
| Elisabeth Back                         | | Maria Theresia-Straße 14 ·     | 28. Sep. 2023 | Sie wurden beide in der Shoah ermordet |
|                                        | Wilhelm Müller | Radetzkystraße 4 ·             | 28. Sep. 2023 | Wilhelm Müller wurde nach Theresienstadt deportiert und in Treblinka ermordet. |

### Wilhelmsburg
| Bild             | Name                 | Standort                             | Verlegedatum  | Leben |
| ---------------- | -------------------- | ------------------------------------ | ------------- | --- |
|                  | Frieda Tichler       | Mühlgasse 5, Wilhelmsburg ·          | 6. Okt. 2022  | Frieda Tichler wurde nach Opole deportiert und dort ermordet. |
|                  | Johann Deutsch       | Obere Hauptstraße 18, Wilhelmsburg · | 6. Okt. 2022  | Johann Deutsch wurde nach Lodz deportiert und nach Chelmno überstellt. Seine Schwester wurde nach Modliborzyce deportiert. Beide wurden in der Shoah ermordet.                   |
| Erna Deutsch     |                      | Obere Hauptstraße 18, Wilhelmsburg · | 6. Okt. 2022  | Johann Deutsch wurde nach Lodz deportiert und nach Chelmno überstellt. Seine Schwester wurde nach Modliborzyce deportiert. Beide wurden in der Shoah ermordet.                   |
|                  | Ignaz Deutsch        | Obere Hauptstraße 18, Wilhelmsburg · | 6. Okt. 2022  | Ignaz Deutsch versuchte im sogenannten Kladovo-Transport zu entkommen und wurde in Zasavica bei Sabac erschossen. Paul Teichler wurde nach Nisko am San deportiert und ermordet. |
| Paul Teichler    |                      | Obere Hauptstraße 18, Wilhelmsburg · | 6. Okt. 2022  | Ignaz Deutsch versuchte im sogenannten Kladovo-Transport zu entkommen und wurde in Zasavica bei Sabac erschossen. Paul Teichler wurde nach Nisko am San deportiert und ermordet. |
|                  | Joachim Teichler     | Obere Hauptstraße 18, Wilhelmsburg · | 6. Okt. 2022  | Joachim und Johana Teichler wurden nach Kielce deportiert und dort ermordet |
| Johanna Teichler |                      | Obere Hauptstraße 18, Wilhelmsburg · | 6. Okt. 2022  | Joachim und Johana Teichler wurden nach Kielce deportiert und dort ermordet |
|                  | Hermann Blum         | Obere Hauptstraße 34, Wilhelmsburg · | 6. Okt. 2022  | Hermann Blum wurde nach Kielce deportiert, Therese Spitz nach Opole. Beide wurden in der Shoah ermordet                                                                          |
| Therese Spitz    |                      | Obere Hauptstraße 34, Wilhelmsburg · | 6. Okt. 2022  | Hermann Blum wurde nach Kielce deportiert, Therese Spitz nach Opole. Beide wurden in der Shoah ermordet                                                                          |
|                  | Otto Herlinger       | Obere Hauptstraße 34, Wilhelmsburg · | 6. Okt. 2022  | Otto wurde nach Nisko am San deportiert, Else und Edith nach Opole. Die Familie wurde in der Shoah ermordet                                                                      |
| Else Herlinger   |                      | Obere Hauptstraße 34, Wilhelmsburg · | 6. Okt. 2022  | Otto wurde nach Nisko am San deportiert, Else und Edith nach Opole. Die Familie wurde in der Shoah ermordet                                                                      |
| Edith Herlinger  |                      | Obere Hauptstraße 34, Wilhelmsburg · | 6. Okt. 2022  | Otto wurde nach Nisko am San deportiert, Else und Edith nach Opole. Die Familie wurde in der Shoah ermordet                                                                      |
|                  | Leopold Zweig        | Obere Hauptstraße 34, Wilhelmsburg · | 6. Okt. 2022  | Leopold wurde nach Nisko am San deportiert, Margarete und Charlotte nach Opole. Die Familie wurde in der Shoah ermordet                                                          |
| Margarete Zweig  |                      | Obere Hauptstraße 34, Wilhelmsburg · | 6. Okt. 2022  | Leopold wurde nach Nisko am San deportiert, Margarete und Charlotte nach Opole. Die Familie wurde in der Shoah ermordet                                                          |
| Charlotte Zweig  |                      | Obere Hauptstraße 34, Wilhelmsburg · | 6. Okt. 2022  | Leopold wurde nach Nisko am San deportiert, Margarete und Charlotte nach Opole. Die Familie wurde in der Shoah ermordet                                                          |
|                  | Clothilde Frischmann | Färbergasse 3, Wilhelmsburg ·        | 28. Sep. 2023 | Sie wurden beide in der Shoah ermordet |
| Emma Frischmann  |                      | Färbergasse 3, Wilhelmsburg ·        | 28. Sep. 2023 | Sie wurden beide in der Shoah ermordet |
|                  | Richard Frischmann   | Färbergasse 3, Wilhelmsburg ·        | 28. Sep. 2023 | Richard starb an den Folgen seiner Inhaftierung, Josef starb noch vor der Deportation in Wien                                                                                    |
| Josef Löwinger   |                      | Färbergasse 3, Wilhelmsburg ·        | 28. Sep. 2023 | Richard starb an den Folgen seiner Inhaftierung, Josef starb noch vor der Deportation in Wien                                                                                    |
|                  | Netti Löwinger       | Färbergasse 3, Wilhelmsburg ·        | 7. Okt. 2023  | Sie wurden beide in der Shoah ermordet |
| Helene Löwinger  |                      | Färbergasse 3, Wilhelmsburg ·        | 7. Okt. 2023  | Sie wurden beide in der Shoah ermordet |

## Biographische Holocaust-Forschung für die Steine der Erinnerung St. Pölten
Basis für die Aufarbeitung der jüdischen Geschichte St. Pöltens sind die beiden Bücher von Christoph Lind »…es gab so nette Leute dort« und »…sind wir doch in unserer Heimat als Landmenschen aufgewachsen…«. Im Laufe mehrere Schüler-Projekte (wie zum Beispiel Vertriebene Nachbarn oder „Abgemeldet“) und dem Langzeit-Projekt Memorbuch. Juden in St. Pölten betreut von Benjamin Grilj wurden und werden laufend neue biographische Informationen zusammengetragen und ständig aktualisiert. Das Institut für jüdische Geschichte Österreichs verfügt somit über stets aktuelle Forschungsergebnisse und gestaltet aktiv die (nieder-)österreichische und St. Pöltner Erinnerungslandschaft mit.

## Finanzierung des Projekts
Die Finanzierung der Produktion und Verlegung erfolgt über Patenschaften von Bürgern der Stadt St. Pölten sowie überlebt habenden Angehörigen. Darüber hinaus beteiligen sich der Nationalfonds der Republik Österreich für Opfer des Nationalsozialismus, der Zukunftsfonds der Republik Österreich, die Stadt St. Pölten sowie die Wissenschafts- und Forschungsabteilung des Landes Niederösterreich.